# Coppa del Re 2017 (hockey su pista)
La Coppa del Re 2017 è stata la 74ª edizione della principale coppa nazionale spagnola di hockey su pista. La competizione ha avuto luogo con la formula della final eight dal 23 al 26 febbraio 2017 presso il Pabellón Amaya Valdemoro di Alcobendas.
Il trofeo è stato conquistato dal Barcellona per la ventunesima volta nella sua storia superando in finale il Reus Deportiu.

## Squadre partecipanti
Le squadre qualificate sono le prime sette classificate al termine del girone di andata dell'OK Liga 2016-2017 più la squadra ospitante la manifestazione.
| Club            | Qualificazione                             |
| --------------- | ------------------------------------------ |
| Barcellona      | 1º posto nel girone di andata dell'Ok Liga |
| Vic             | 2º posto nel girone di andata dell'Ok Liga |
| Reus Deportiu   | 3º posto nel girone di andata dell'Ok Liga |
| Liceo La Coruña | 4º posto nel girone di andata dell'Ok Liga |
| Voltregà        | 5º posto nel girone di andata dell'Ok Liga |
| Vendrell        | 6º posto nel girone di andata dell'Ok Liga |
| Lloret          | 7º posto nel girone di andata dell'Ok Liga |
| Alcobendas      | Squadra ospitante                          |

## Risultati

### Quarti di finale
| Squadra 1        | Risultato       | Squadra 2  |
| ---------------- | --------------- | ---------- |
| 23 febbraio 2017 |                 |            |
| Vic              | 4 - 4 (4-1 dtr) | Vendrell   |
| Reus Deportiu    | 7 - 6           | Alcobendas |
| 24 febbraio 2017 |                 |            |
| Liceo La Coruña  | 3 - 1           | Lloret     |
| Barcellona       | 6 - 3           | Voltregà   |

### Semifinali
| Squadra 1        | Risultato       | Squadra 2     |
| ---------------- | --------------- | ------------- |
| 25 febbraio 2017 |                 |               |
| Liceo La Coruña  | 2 - 2 (0-2 dtr) | Barcellona    |
| Vic              | 3 - 3 (1-2 dtr) | Reus Deportiu |

### Finale
| Alcobendas 26 febbraio 2017 | Reus Deportiu | 3 – 4 | Barcellona |  |